# 伯耆町立溝口小学校
伯耆町立溝口小学校（ほうきちょうりつ みぞくちしょうがっこう）は、鳥取県西伯郡伯耆町溝口にある公立小学校。

## 沿革
初代
- 1873年（明治6年）4月 - 第五十六番小学校谷川学校開校。
- 1874年（明治10年）10月 - 溝口小学校と改称。
- 1882年（明治15年）4月 - 荘村・根雨原・大坂・大倉・金屋谷・添谷の各小学校と統合し、溝口小の分校とする。
- 1887年（明治20年）4月 - 溝口尋常小学校と改称。
- 1896年（明治29年） - 高等科を設ける。
- 1897年（明治30年）10月 - 高等科廃止、日野郡高等小学校溝口分校併設。
- 1912年（明治45年）5月 - 溝口高等小学校廃止、溝口尋常高等小学校と改称。
- 1941年（昭和16年）4月1日 - 国民学校令により溝口国民学校と改称。
- 1947年（昭和22年）4月1日 - 学制改革により溝口町立溝口小学校と改称。
- 1957年（昭和32年）4月 - 日光小学校添谷分校が溝口小の分校となる。
- 1968年（昭和43年）3月 - 閉校。

2代目
- 1968年（昭和43年）4月 - 旭小学校と統合、溝口校舎と改称。
- 1969年（昭和44年）4月 - 統合校舎に新築移転、溝口・旭校舎・根雨原・金屋谷の各分校の児童を収容し各校舎分校を廃止。
- 1984年（昭和59年）5月1日 - 町名・校名の読みを「みぞぐち」から「みぞくち」へ改称。
- 1987年（昭和62年）4月1日 - 添谷分校、日光小学校へ移管。
- 2005年（平成17年）1月1日 - 溝口町と岸本町の合併により伯耆町発足、伯耆町立溝口小学校と改称。
- 2016年（平成28年）3月31日 - 閉校。

3代目
- 2016年（平成28年）4月1日 - 伯耆町立日光小学校と統合し3代目溝口小学校が開校。

## 通学区域
- 溝口、谷川、宮原、宇代、大江、上野、長山、金屋谷、岩立、根雨原、白水、大倉、荘、中祖、古市、父原、添谷、大内、貴住[3]

## 進学先中学校
- 伯耆町立溝口中学校

## 交通アクセス
- 西日本旅客鉄道（JR西日本）伯備線 伯耆溝口駅より徒歩6分。

## 著名な関係者
出身者
- 大江賢次（小説家）

一時在籍
- 田淵行男（写真家、後に転校）

教職員
- 池田亀鑑（国文学者、元訓導で大江賢次の担任）